# 神奈川県道46号相模原茅ヶ崎線

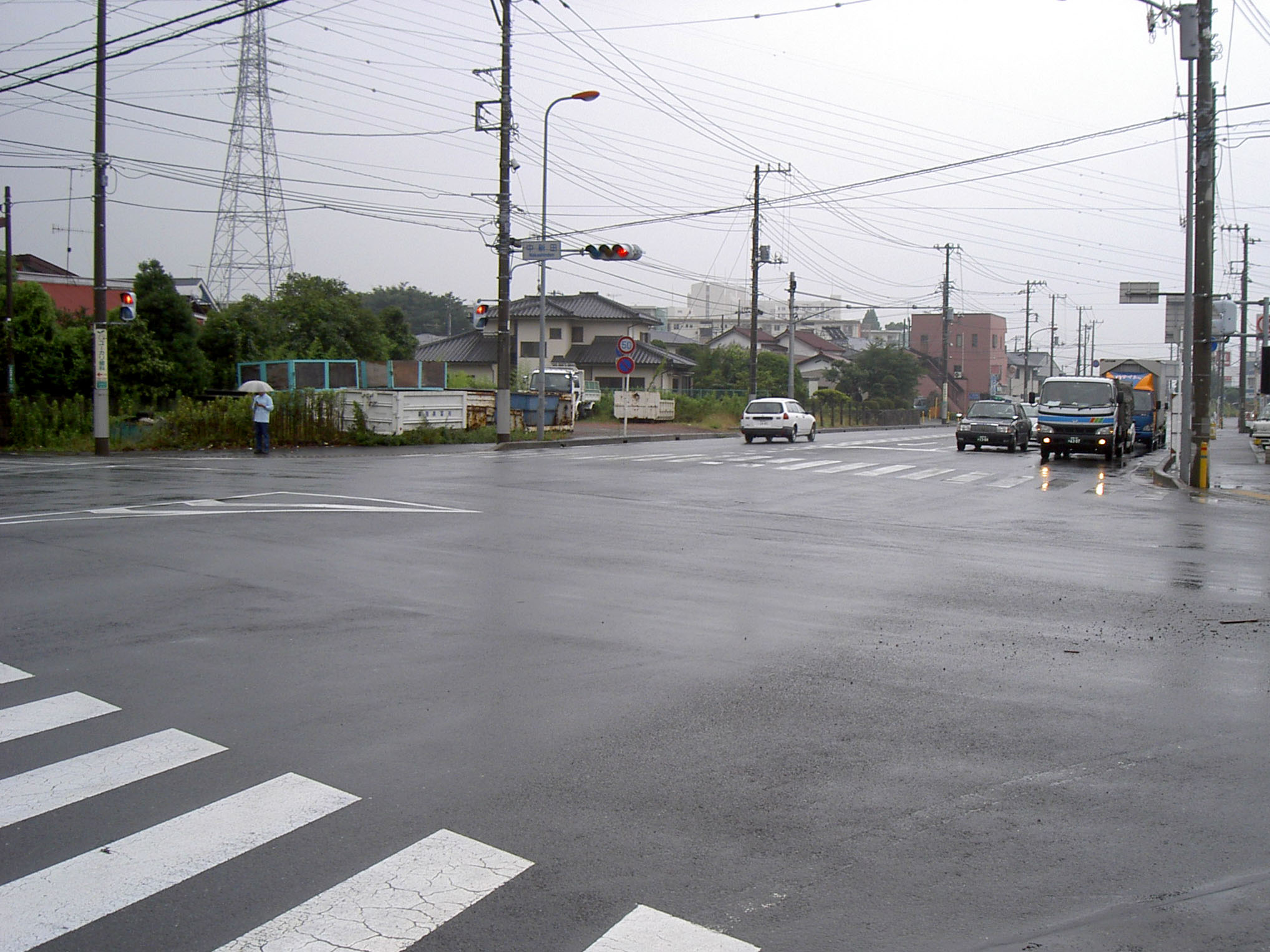
海老名市中新田交差点。手前を横切る県道43号線から分岐した県道46号線が右奥へ向かう（2006年撮影。現在は中新田交差点は閉鎖され海老名インター入口交差点が隣に設置された。）

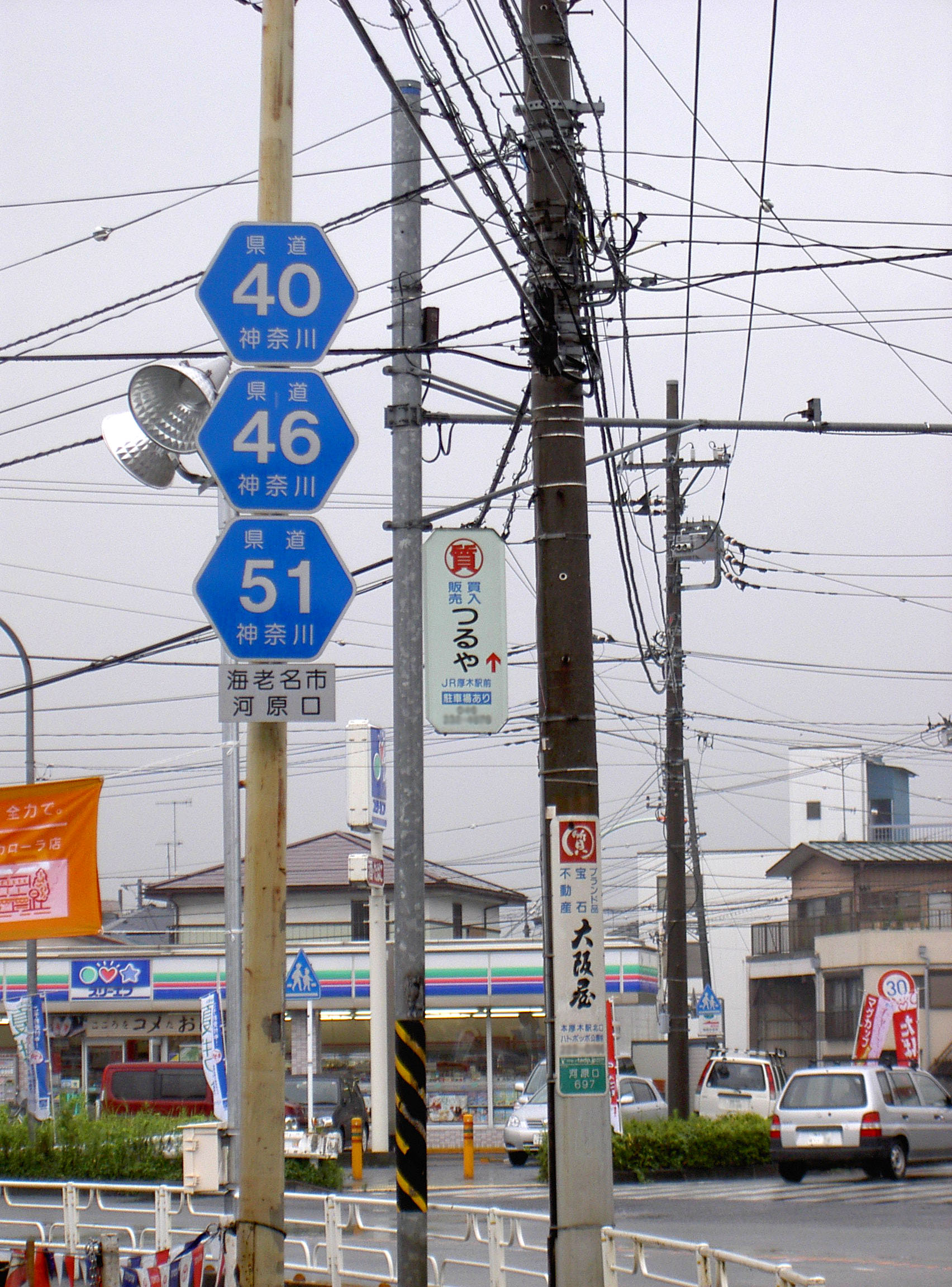
海老名市河原口。県道40号線、県道51号線との重複区間

神奈川県道46号相模原茅ヶ崎線（かながわけんどう46ごう さがみはらちがさきせん）は、神奈川県相模原市と茅ヶ崎市を結ぶ県道（主要地方道）。大部分がJR相模線と並行している。同じく神奈川県内を南北に縦断する国道129号の迂回路として使われる事も多く、交通量も多い。茅ヶ崎市や寒川町では産業道路と呼ばれている。

## 概要

### 路線データ
- 総延長：20.1km
- 起点：相模原市中央区上溝 上溝交差点（神奈川県道54号相模原愛川線・神奈川県道503号相模原立川線・神奈川県道508号厚木城山線接続）
- 終点：茅ヶ崎市柳島 柳島交差点（国道134号接続）
- 支線起点：海老名市河原口 河原口大縄交差点
- 支線終点：海老名市門沢橋 信号無交差点

### 重複区間
- 上溝交差点 - 田尻交差点（神奈川県道508号厚木城山線）
- 座間下宿交差点 - 座間二丁目交差点（神奈川県道42号藤沢座間厚木線）
- 座間警察前交差点 - 相模大橋東交差点（神奈川県道51号町田厚木線）
- 河原口交差点 - 相模大橋東交差点（神奈川県道40号横浜厚木線）
- 相模大橋東交差点 - 海老名インター入口交差点（神奈川県道43号藤沢厚木線）
- 東海道新幹線高架橋付近 - 寒川北インター入口交差点（神奈川県道410号湘南台大神伊勢原線）
- 一之宮小学校入口交差点 - 田端二本松交差点（神奈川県道44号伊勢原藤沢線）

## 地理

### 通過する自治体
- 神奈川県
  - 相模原市(中央区) - 座間市 - 海老名市 - 高座郡寒川町 - 茅ヶ崎市

### 交差する道路
本線
- 相模原市
  - 神奈川県道54号相模原愛川線・神奈川県道503号相模原立川線・神奈川県道508号厚木城山線「上溝交差点」
  - 神奈川県道57号相模原大蔵町線「上溝本町交差点」
  - 神奈川県道508号厚木城山線「田尻交差点」
  - 神奈川県道52号相模原町田線「麻溝小学校入口交差点」
- 座間市
  - 神奈川県道509号相武台下停車場線「相武台下駅入口交差点」
  - 神奈川県道51号町田厚木線支線「座間上宿交差点」
  - 神奈川県道42号藤沢座間厚木線「座間下宿交差点」
  - 神奈川県道42号藤沢座間厚木線「座間二丁目交差点」
  - 神奈川県道51号町田厚木線「座間警察前交差点」
- 海老名市
  - 国道246号大和厚木バイパス「下今泉交差点」（立体交差）
  - 神奈川県道40号横浜厚木線「河原口交差点」
  - 神奈川県道40号横浜厚木線、神奈川県道43号藤沢厚木線、神奈川県道51号町田厚木線「相模大橋東交差点」
  - 神奈川県道43号藤沢厚木線・神奈川県道46号相模原茅ヶ崎線支線「海老名インター入口交差点」
  - 神奈川県道46号相模原茅ヶ崎線支線「宜山交差点」
  - 東名高速道路（立体交差）
  - 神奈川県道408号社家停車場線「社家小学校北交差点」
  - 神奈川県道22号横浜伊勢原線「東河内交差点」
  - 神奈川県道46号相模原茅ヶ崎線支線、信号無交差点（門沢橋6丁目）
- 高座郡寒川町
  - 神奈川県道47号藤沢平塚線、信号無交差点（一之宮2丁目）（立体交差）
  - 一之宮小学校入口交差点（神奈川県道44号伊勢原藤沢線、神奈川県道47号藤沢平塚線別線）
  - 田端二本松交差点（神奈川県道44号伊勢原藤沢線）
- 茅ヶ崎市
  - 国道1号「産業道路入口交差点」（国道1号）
  - 新湘南バイパス「茅ヶ崎海岸インターチェンジ」
  - 国道134号「柳島交差点」

支線
- 海老名市
  - （海老名市道）「河原口大縄交差点」
  - 神奈川県道46号相模原茅ヶ崎線本線「海老名インター入口交差点」
（この間本線と重複）
  - 神奈川県道46号相模原茅ヶ崎線本線「宜山交差点」
  - 東名高速道路・首都圏中央連絡自動車道（立体交差）
  - 神奈川県道408号社家停車場線「社家駅入口交差点」
  - 神奈川県道22号横浜伊勢原線、信号無交差点（門沢橋1丁目・6丁目）（立体交差）
  - 神奈川県道46号相模原茅ヶ崎線本線、信号無交差点（門沢橋6丁目）

### 周辺の主な施設
本線
- 番田駅
- 神奈川県立上溝南高等学校
- 神奈川県立相模原支援学校
- 原当麻駅
- 下溝駅
- 鳩川
- 神奈川県立新磯高等学校
- キャンプ座間
- 入谷駅
- 相模三川公園
- あゆみ橋
- 相模大橋
- 厚木駅
- 常在寺
- 海老名市立社家小学校
- 神奈川県立有馬高等学校
- 永池川
- 倉見駅
- 目久尻川
- 寒川神社
- 寒川町役場
- 小出川

支線
- 海老名総合病院
- 海源寺
- 海老名市立中新田小学校
- 海老名ジャンクション
- 社家駅
- 海老名市立門沢橋小学校
- 海老名市立有馬図書館
- 門沢橋駅